# Обухов, Сергей Павлович
Серге́й Па́влович О́бухов (род. 5 октября 1958, Львов, Украинская ССР, СССР) — российский политический деятель. Член президиума, секретарь ЦК КПРФ с 2008 года. Доктор политических наук, кандидат экономических наук, заместитель директора Центра исследований политической культуры России.
Депутат Государственной Думы ФС РФ пятого (2007—2011), шестого (2011—2016) и восьмого (2021-2026) созывов, член комитета Госдумы по делам общественных объединений и религиозных организаций, член фракции Коммунистической партии Российской Федерации.
Из-за вторжения России на Украину, находится под международными санкциями Евросоюза, США, Великобритании и ряда других стран.

## Биография
Родился в 1958 году во Львове в семье военнослужащего. Окончил Львовский политехнический институт (1980), Костромской сельскохозяйственный институт (1989), работал в научно-исследовательских лабораториях. Впоследствии был на комсомольской работе во Львовской, Костромской областях и в Москве. Защитив в 1989 году в Институте экономики мировой социалистической системы Академии наук СССР диссертацию на соискание учёной степени кандидата экономических наук по теме «Социально-экономические интересы молодежи и формы их реализации: (На примере ПНР)» (специальность 08.00.15 — экономика зарубежных социалистических стран), перешёл на работу научным консультантом международного отдела ЦК ВЛКСМ. Член КПСС с 1981 года.
С 1990 года работал в аппарате президиума Верховного Совета РСФСР, где занимался созданием государственной службы по связям со СМИ. Позднее был приглашён на работу в Конституционный суд России, где работал пресс-секретарём его председателя Валерия Зорькина. После октябрьских событий 1993 года и увольнения из Конституционного суда занимался журналистикой, работая в газетах «Мегаполис-континент», «Советская Россия», «Правда». С 1997 года — ведущий референт аппарата фракции КПРФ в Госдуме.
В 2006 году в Институте социологии РАН защитил диссертацию на соискание учёной степени доктора политических наук по теме «Современный российский парламентаризм: политические проблемы развития и их отражение в общественном мнении страны : 1989—2005 гг.» (специальность 23.00.02 — политические институты, этнополитическая конфликтология, национальные и политические процессы и технологии). Официальные оппоненты — доктор политических наук В. П. Воротников, доктор политических наук Ю. И. Матвеенко и доктор исторических наук З. П. Яхимович. Ведущая организация — Российский университет дружбы народов.
В декабре 2007 года избран депутатом Государственной думы пятого созыва, являлся членом КПРФ, членом комитета ГД по делам общественных объединений и религиозных организаций. Вакантный депутатский мандат был передан Обухову в связи с отказом от мандата Н. И. Осадчего. Один из основателей аналитической организации КПРФ — Центра исследований политической культуры России.
С 30 ноября 2008 года — член президиума ЦК КПРФ и одновременно секретарь ЦК КПРФ.
В декабре 2011 года избран депутатом Государственной думы VI созыва, член фракции КПРФ, заместитель председателя комитета ГД по делам общественных объединений и религиозных организаций.
В 2016 году был выдвинут КПРФ в качестве кандидата в депутаты Государственной думы по федеральному списку партии, но ему было отказано под тем предлогом, что Обухов не предоставил сведения о доходах своей несовершеннолетней дочери (ей на день выборов уже должно было исполниться 18 лет). Это решение было обжаловано вплоть до Конституционного суда Российской Федерации, но безуспешно. В сентябре 2016 года Конституционный суд отказался рассматривать запрос фракции КПРФ по этому вопросу. На тех же выборах в Госдуму VII созыва Обухов также баллотировался от КПРФ по 46 Краснодарскому одномандатному избирательному округу, Краснодарский край и по результатам выборов занял 2-е место, уступив В. Л. Евланову. В 2017 году стало известно, что ЕСПЧ принял к производству жалобу Обухова в связи с отказ ему в регистрации кандидатом по федеральному списку КПРФ.
На выборах депутатов Государственной Думы VIII созыва 19 сентября 2021 года выдвигался по списку КПРФ и по Преображенскому одномандатному избирательному округу № 205 в Москве и был поддержан «Умным голосованием», но проиграл кандидату от мэрии Москвы Анатолию Вассерману после оглашения результатов дистанционного электронного голосования. Тем не менее, был избран депутатом от партийного списка кандидатов КПРФ по г. Москве.
Автор и соавтор 10 монографий и брошюр («Русский вопрос России», «Незабытая революция», «Коммунисты: право на власть», «Российский парламентаризм между признанием и отторжением. (1989—2005 гг.)»). Лауреат премии Союза журналистов России за 1994 год. Лауреат журналистской премии газеты «Советская Россия» «Слово к народу» за 1996 год.

## Семья
Женат, имеет трёх дочерей.